# 24. říjen
24. říjen je 297. den roku podle gregoriánského kalendáře (298. v přestupném roce). Do konce roku zbývá 68 dní.

## Události

### Česko
- 1907 – Linky tramvají v Praze, krátce předtím sjednocené pod monopolního provozovatele Elektrické podniky král. hlavního města Prahy, začaly být označovány čísly. Jako první byla zavedena linka č. 5 přes Klárov.
- 1942 – V rámci Operace Antimony byla v Protektorátě vysazena skupina výsadkářů.

- 1945

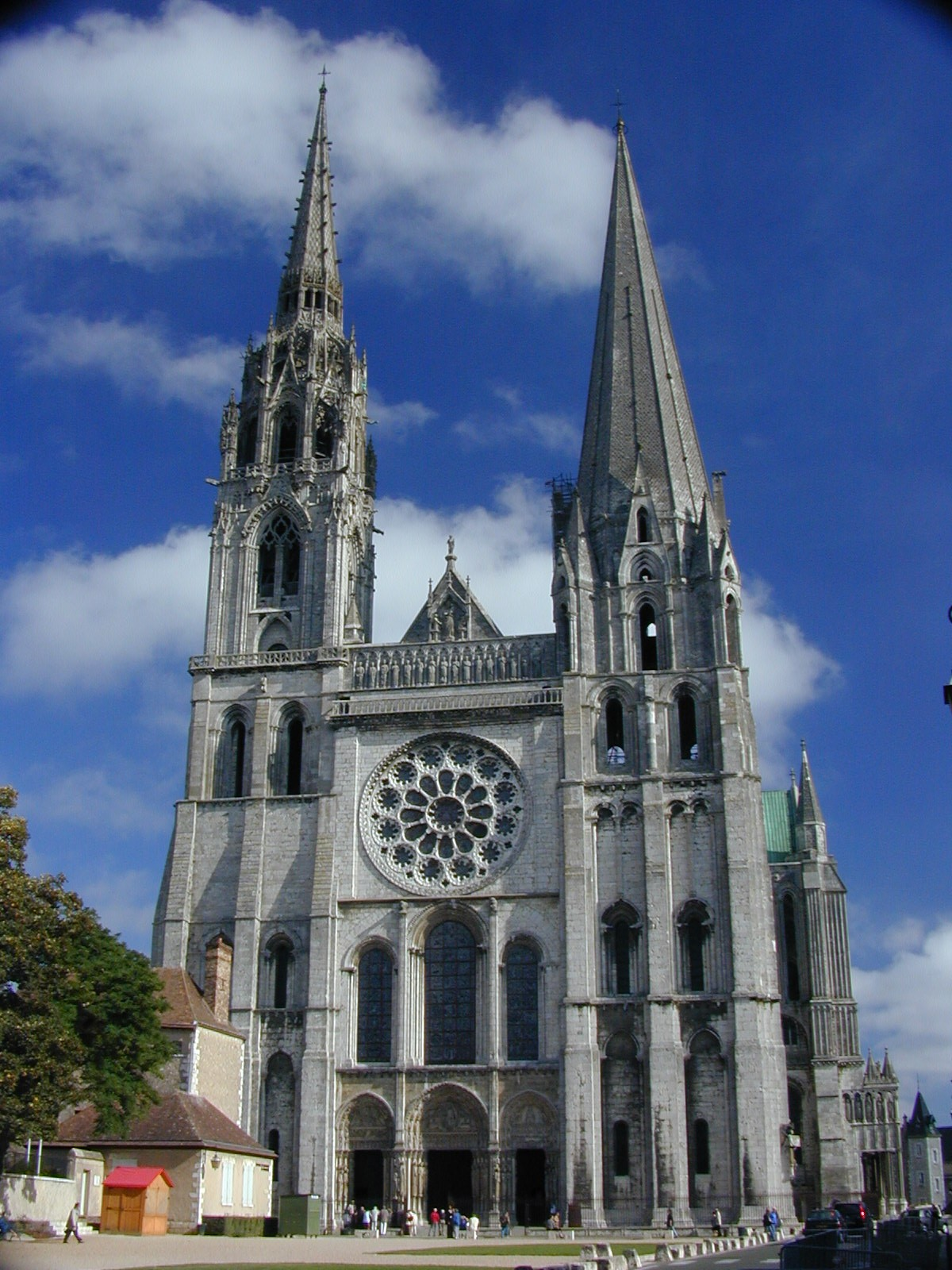
Katedrála v Chartres

  - Prezident Beneš znárodňuje doly a těžký průmysl.
  - Dekret prezidenta Beneše potvrdil závodní rady, které se stávají nástrojem komunistů.

### Svět
- 1260 – Za přítomnosti francouzského krále Ludvíka IX. byla vysvěcena katedrála v Chartres.
- 1531 – Druhá válka o Kappel: Menší katolický oddíl zaskočil a drtivě porazil hlavní armádu spojených protestantských kantonů v bitvě u Gubelu.
- 1648 – Podpisem vestfálského míru končí třicetiletá válka.
- 1812 – Bitva u Malojaroslavce donutila Napoleona zahájit ústup z Ruska.
- 1869 – Zahájena tramvajová doprava v Aradu (Rumunsko).
- 1885 – Premiéra operety Johanna Strausse ml. Cikánský baron ve Vídni.
- 1901 – V Trentonu v New Jersey byla založena firma Eastman Kodak, vyrábějící fotoaparáty a filmový materiál.
- 1917 – Začala Bitva u Caporetta, v níž Německé císařství a Rakousko-Uhersko porazili Itálii.
- 1929 – Krach na newyorské burze odstartoval velkou hospodářskou krizi – celosvětovou ekonomickou depresi.
- 1945 – V platnost vstoupila Charta OSN, vznik OSN.
- 1956 – Sovětská invaze do Maďarska na potlačení povstání.
- 1960 – Na kosmodromu Bajkonur explodovala při pokusu o první start sovětská mezikontinentální balistická raketa R-16. Zahynulo 78 vojáků, techniků a vědců, včetně maršála Nedělina.
- 1964 – Severní Rhodésie získala nezávislost na Velké Británii, stala se Zambií (Jižní Rhodesie zůstala kolonií).
- 1978 – První československá družice Magion byla vypuštěna spolu s družicí Interkosmos 18. K oddělení Magionu od družice Interkosmos 18 došlo 14. listopadu.
- 1998 – Start kometární sondy Deep Space 1.
- 2003 – British Airways uskutečnily poslední komerční let nadzvukového Concordu.
- 2007 – Z kosmodromu Si-čchang odstartovala první čínská kosmická sonda určená k průzkumu Měsíce Čchang-e 1.

## Narození

### Česko

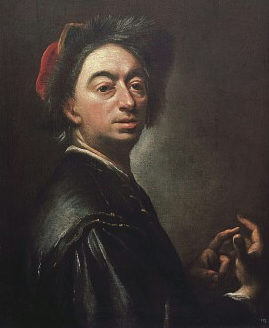
Petr Brandl (* 1668)

- 1651 – Bernard Wancke, opat Klášterního Hradiska u Olomouce († 22. ledna 1714)
- 1668 – Petr Brandl, malíř († 24. září 1735)
- 1801 – Josef Šmidinger, kněz, zakladatel knihoven († 2. února 1852)
- 1810 – Carl Budischowsky, moravský podnikatel († 26. dubna 1884)
- 1832 – Václav Čeněk Bendl-Stránický, kněz, básník, spisovatel a překladatel († 27. června 1870)
- 1835 – Wenzel Katzerowsky, historik, klimatolog († 9. srpna 1901)
- 1842 – Josef Nešvera, hudební skladatel († 12. dubna 1914)
- 1849 – František Vejdovský, zoolog († 4. prosince 1939)
- 1862 – Daniel Swarovski, umělecký sklář († 23. ledna 1956)
- 1877 – Antonín Alois Weber, litoměřický biskup německé národnosti († 12. září 1948)
- 1878 – Václav Vávra, politik († 1952)
- 1879 – Čeněk Vaněček, politik († 2. března 1946)
- 1880 – Otakar Svoboda, politik († 14. června 1930)
- 1881 – Karel Handzel, ostravský spisovatel a překladatel († 11. dubna 1948)
- 1883
  - Jiří Brdlík, pediatr († 6. července 1965)
  - Alois Dvorský, herec – komik († 10. října 1966)
- 1885 – Karel Handzel, autor povídek z ostravského prostředí, překladatel († 11. dubna 1948)
- 1890 – Marie Provazníková, náčelnice Sokola, emigrantka († 11. ledna 1991)
- 1896 – Ján Papánek, diplomat († 30. listopadu 1991)
- 1900 – Andrej Žiak, politik († 10. února 1989)
- 1901 – František Císař, fotbalový reprezentant († ?)
- 1914 – František Čapek, kanoista († 31. ledna 2008)
- 1923 – Vítězslav Gardavský, filosof († 7. března 1978)
- 1929 – Zdeněk Dvořáček, malíř a grafik († 16. ledna 1988)
- 1931 – Miloš Bergl, jazzový varhaník a publicista († 27. května 1964)
- 1944 – Jiří Vorlíček, lékař-onkolog
- 1945 – John Bok, politický aktivista
- 1950 – Miroslav Sládek, politik
- 1953 – Jiří Bartek, vědec, lékař a biolog
- 1956 – Josef Krysta, zápasník
- 1958 – Jaroslav Sykáček, politik
- 1959 – Milan Jančík, politik
- 1962 – Radomil Frolek, režisér a kameraman dokumentárních filmů, scenárista, spisovatel, fotograf a grafik
- 1960 – Tereza Pokorná, herečka a tanečnice
- 1963 – Pavlína Danková, moderátorka a dramaturgyně
- 1965 – Angelo Purgert, portrétní fotograf
- 1982 – Zbyněk Pospěch, fotbalista
- 1994 – Tereza Martincová, tenistka

### Svět

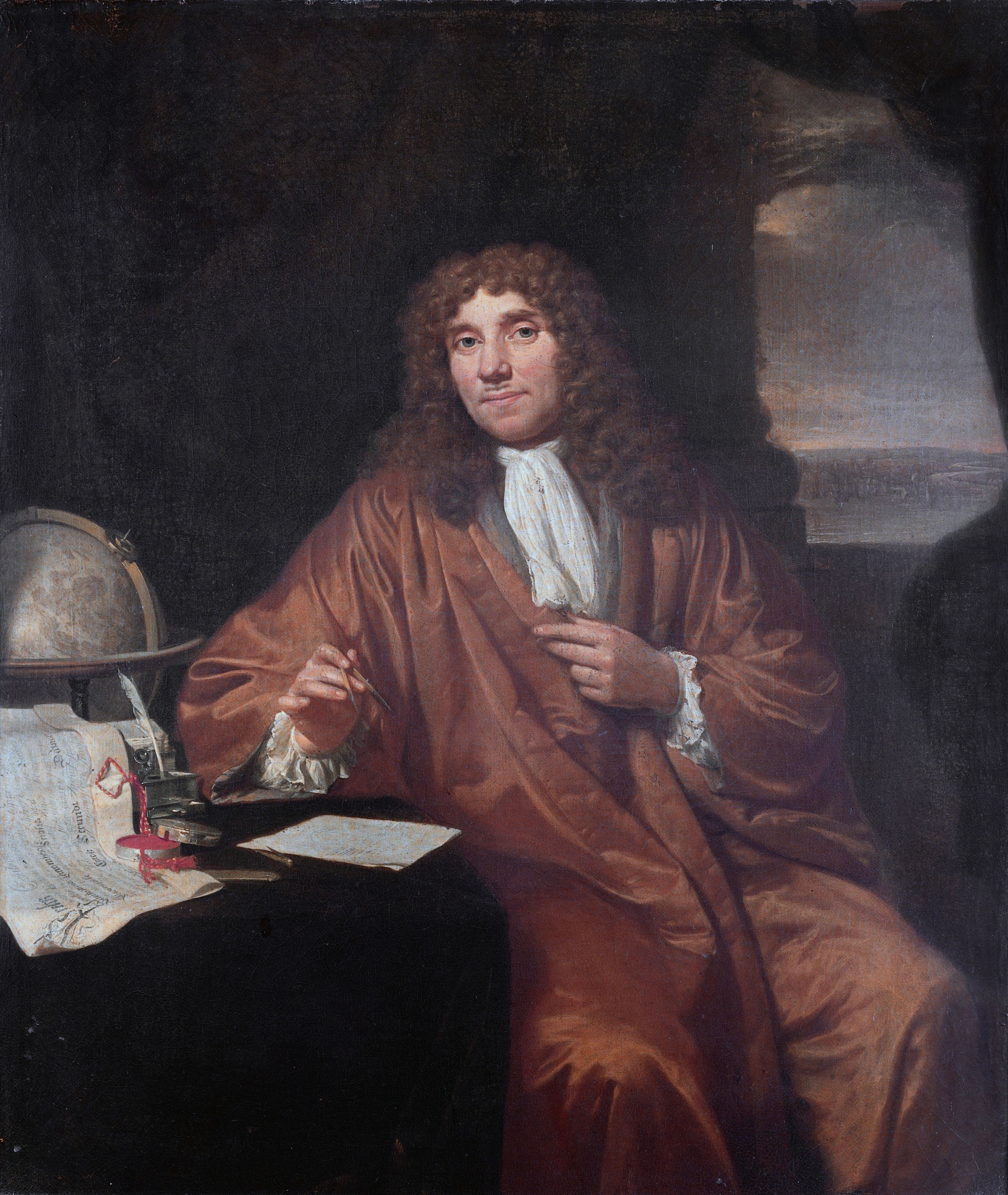
Antoni van Leeuwenhoek (* 1632)

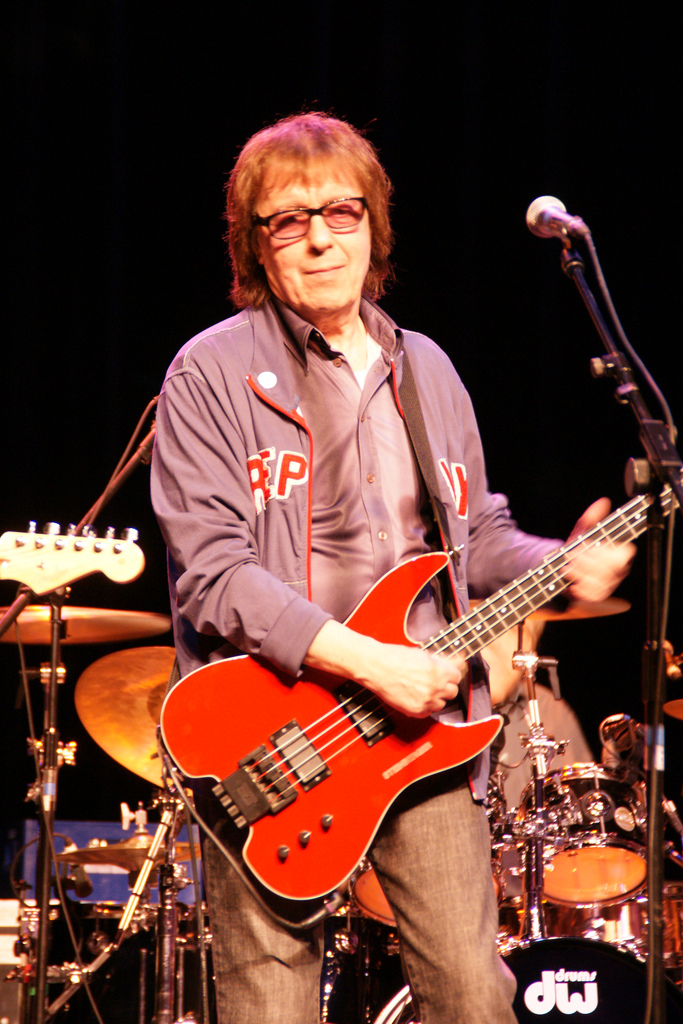
Bill Wyman (* 1936)

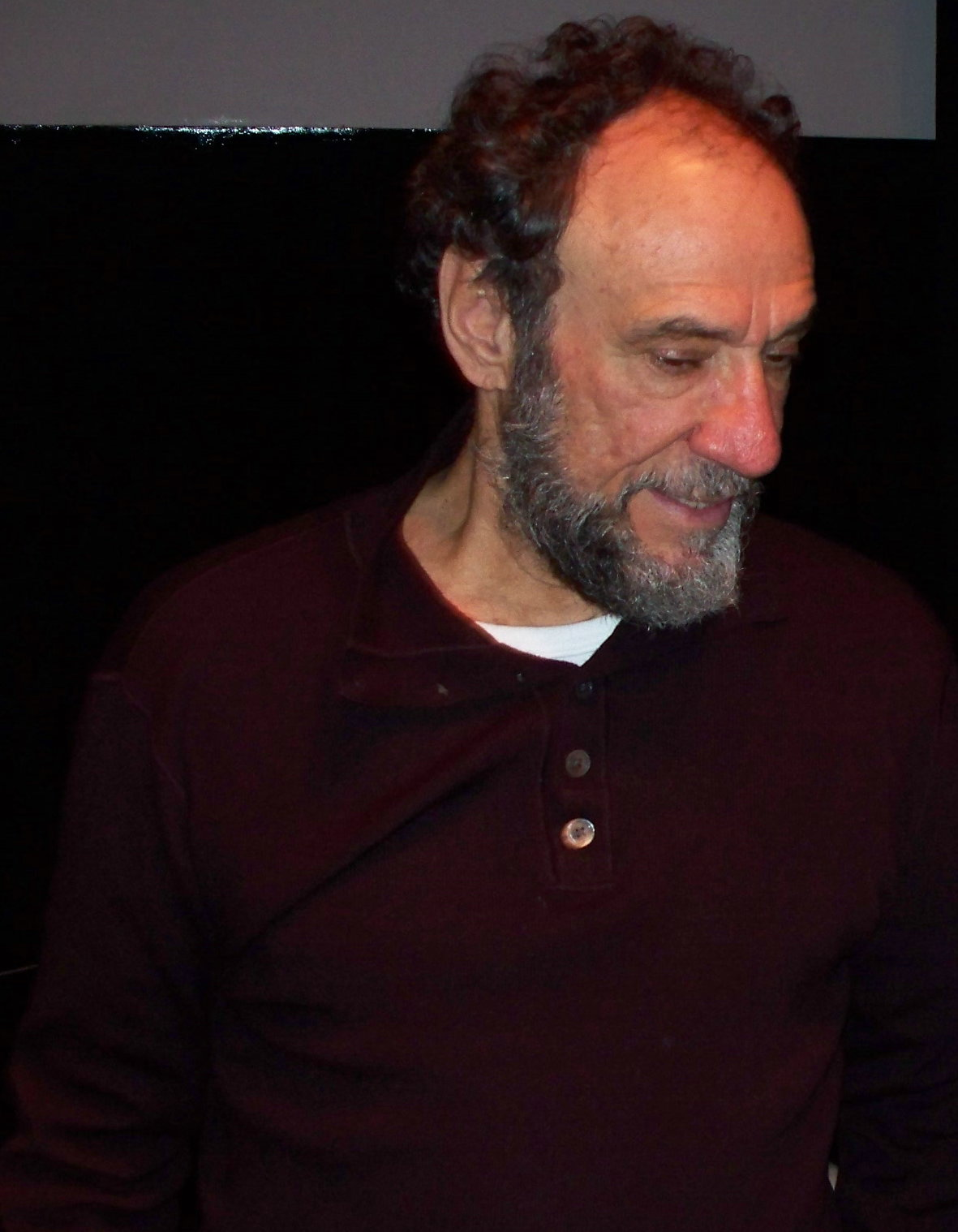
F. Murray Abraham (* 1939)

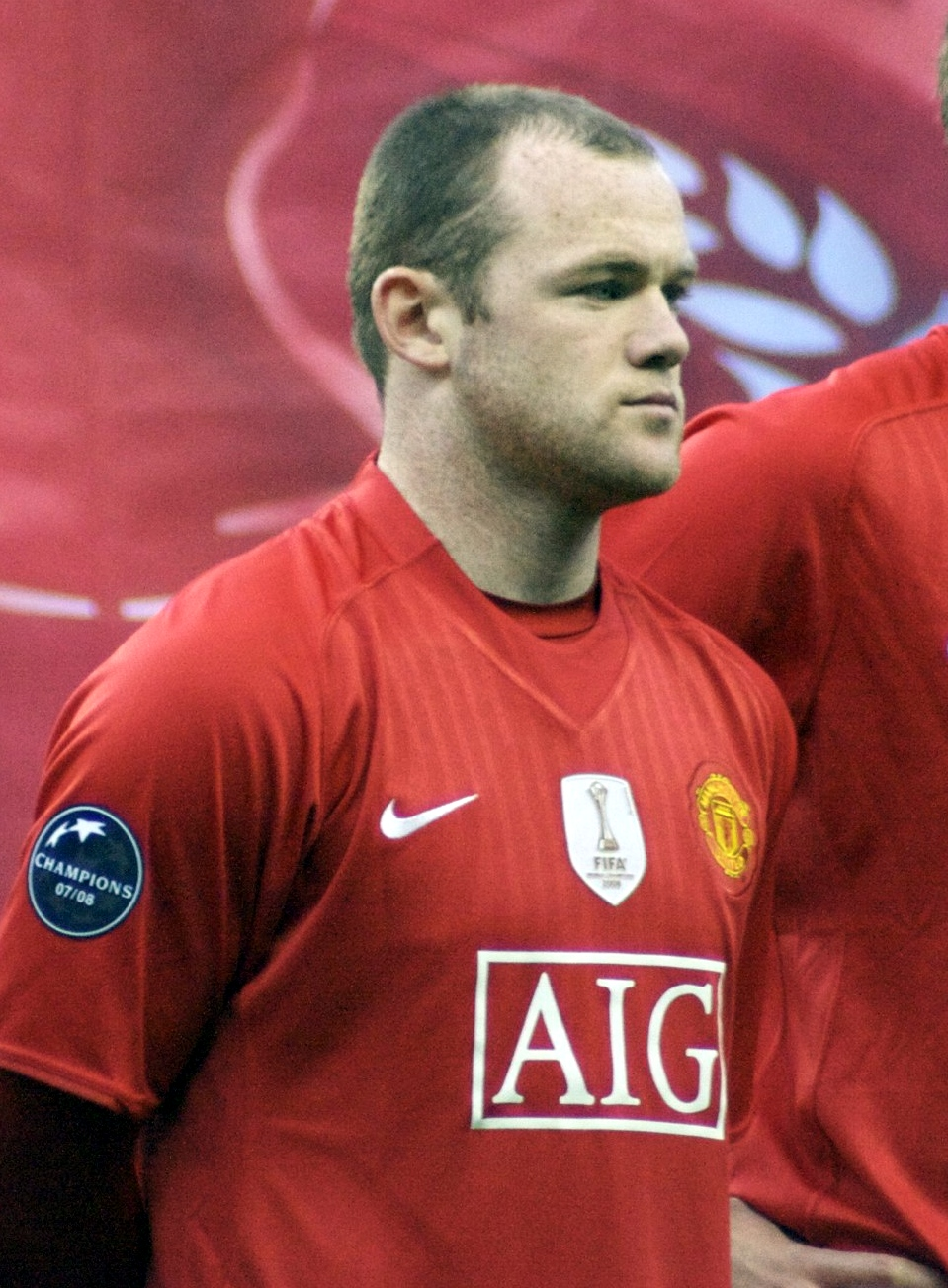
Wayne Rooney (* 1985)

- 0051 – Domitianus, římský císař († 18. září 96)
- 1503 – Isabela Portugalská, císařovna a španělská královna jako manželka Karla V. († 1. května 1539)
- 1535 – František II. Maria Sforza, milánský vévoda (* 4. února 1495)
- 1632 – Antoni van Leeuwenhoek, nizozemský mikrobiolog, vynálezce mikroskopu († 27. srpna 1723)
- 1641 – Christian Röhrensee, německý politolog a mravouk († 16. května 1706)
- 1712 – Johana Alžběta Holštýnsko-Gottorpská, německá regentka za syna Fridricha Augusta († 30. května 1760)
- 1775 – Bahádur Šáh II., poslední mughalský císař († 7. listopadu 1862)
- 1789 – Ramon Carnicer, katalánský hudební skladatel a dirigent († 17. března 1855)
- 1796
  - August von Platen, německý básník a dramatik († 5. prosince 1835)
  - David Roberts, skotský malíř († 25. listopadu 1864)
- 1798 – Massimo d'Azeglio, italský spisovatel († 15. ledna 1866)
- 1804 – Wilhelm Eduard Weber, německý fyzik († 23. června 1891)
- 1811
  - Ferdinand Hiller, německý hudební skladatel († 11. května 1885)
  - Friedrich Anton Wilhelm Miquel, německo-nizozemský botanik († 23. ledna 1871)
- 1814 – Rafael Carrera y Turcios, guatemalský diktátor († 14. dubna 1865)
- 1820 – Eugène Fromentin, francouzský malíř a spisovatel († 27. srpna 1876)
- 1829 – Szymon Syrski, polský přírodovědec († 13. ledna 1882)
- 1844 – Karl Lueger, rakouský politik a vídeňský starosta († 10. března 1910)
- 1849 – Fran Šuklje, zemský hejtman Kraňska († 18. srpna 1935)
- 1855 – James S. Sherman, americký politik a bankéř († 30. října 1912)
- 1858 – Eugène Devic, francouzský neurolog († 1930)
- 1861 – Alexej Kaledin, ruský carský generál († 29. ledna 1918)
- 1868 – Alexandra David-Néelová, belgicko-francouzská průzkumnice, anarchistka, spiritualistka, buddhistka a spisovatelka († 8. září 1969)
- 1875 – Franziska von Starhemberg, rakouská politička († 27. dubna 1943)
- 1882
  - Paul Günther, německý skokan do vody, olympijský vítěz († 1945)
  - Emmerich Kálmán, maďarský operetní skladatel († 30. října 1953)
- 1885
  - Ernest Claes, vlámský spisovatel († 2. září 1968)
  - Rachel Kacnelsonová-Šazarová, manželka izraelského prezidenta Zalmana Šazara, literární kritička († 11. srpna 1975)
- 1886 – Grigorij Konstantinovič Ordžonikidze, gruzínský a sovětský politik († 18. února 1937)
- 1887
  - Viktorie z Battenbergu, hesenská princezna a španělská královna jako manželka Alfonse XIII. († 15. dubna 1969)
  - Octave Lapize, francouzský silniční cyklista, vítěz Tour de France († 14. července 1917)
- 1891 – Rafael Trujillo, diktátor vládnoucí v Dominikánské republice († 30. května 1961)
- 1896 – Ján Papánek, slovenský diplomat († 30. listopadu 1991)
- 1904 – Jelizaveta Nikolská, ruská tanečnice, působící v Národním divadle († 16. srpna 1955)
- 1909 – Bill Carr, americký sprinter, dvojnásobný olympijský vítěz († 14. ledna 1966)
- 1910 – Gunter d’Alquen, nacistický důstojník a novinář († 15. května 1998)
- 1911 – Clarence M. Kelley, americký agent a ředitel CIA († 5. srpna 1997)
- 1914 – Bertram Forer, americký psycholog († 6. dubna 2000)
- 1915 – Bob Kane, americký komiksový kreslíř († 3. listopadu 1998)
- 1918 – Jim Peters, britský vytrvalostní běžec († 9. září 1999)
- 1919 – Calvin Northrup Mooers, americký informatik († 1. prosince 1994)
- 1920 – Robert Coffy, francouzský kardinál († 15. července 1995)
- 1921
  - Georgina von Wilczek, manželka Franze Josepha II., lichtenštejnského knížete († 18. října 1989)
  - Allen Kent, americký odborník na informatiku († 1. května 2014)
- 1925 – Luciano Berio, italský skladatel († 27. května 2003)
- 1927 – Gilbert Bécaud, francouzský zpěvák, skladatel a herec († 18. prosince 2001)
- 1928 – Gabriel Laub, česko-polský esejista († 3. února 1998)
- 1929 – Dan Morgenstern, německý hudební kritik
- 1930 – Johan Galtung, norský výzkumník míru a konfliktů († 17. února 2024)
- 1931 – Sofia Gubajdulina, hudební skladatelka tatarského původu
- 1932
  - Robert Mundell, kanadský ekonom, Nobelova cena 1999 († 4. dubna 2021)
  - Stephen Covey, americký spisovatel, lektor a trenér leadershipu († 16. července 2012)
  - Pierre-Gilles de Gennes, francouzský fyzik, nositel Nobelovy ceny († 18. května 2007)
- 1933 – Joram Aridor, izraelský politik
- 1936
  - Bill Wyman, britský hudebník, člen Rolling Stones (1962–1992) a Rhythm Kings
  - Jimmy Dawkins, americký bluesový zpěvák a kytarista († 10. dubna 2013)
  - Bill Hinzman, americký filmový režisér a herec († 5. února 2012)
- 1938
  - Venědikt Vasiljevič Jerofejev, ruský spisovatel († 11. května 1990)
  - Odean Pope, americký jazzový saxofonista
- 1939
  - F. Murray Abraham, americký herec
  - Ernst Zündel, německo-kanadský popírač holokaustu
- 1940 – Josi Sarid, izraelský politik a novinář
- 1943 – Theodor Stolojan, premiér Rumunska
- 1944 – Ted Templeman, americký hudební producent
- 1947
  - Kevin Kline, americký herec
  - Edmund Kolanowski, polský sériový vrah († 1986)
- 1948 – Phil Bennett, velšský ragbista († 12. června 2022)
- 1950 – Gary Fanelli, maratonec z Americké Samoy
- 1952 – David Weber, americký spisovatel
- 1954
  - Jožo Ráž, slovenský zpěvák
  - Amadou Bagayoko, malijský kytarista
  - Cindy Breakspeare, bývalá Jamajská modelka, Miss World 1976, jazzová hudebnice, milenka Boba Marleyho
  - Zuzana Karasová, slovenská spisovatelka a historička umění
  - Malcolm Turnbull, australský premiér
  - Tallis Obed Moses, prezident Vanuatu
- 1959
  - Kent Andersson, švédský zápasník
  - Rowland S. Howard, australský kytarista a zpěvák († 30. prosince 2009)
- 1960
  - Wolfgang Güllich, německý lezec († 31. srpna 1992)
  - B.D. Wong, americký herec
- 1961 – Susan Kilrainová, americká pilotka a astronautka
- 1962
  - Abel Antón, španělský maratónec
  - Debbie Googe, anglická baskytaristka
- 1966 – Roman Abramovič, ruský podnikatel, politik, majitel FC Chelsea
- 1972
  - Matt Hemingway, americký atlet-skokan do výšky
  - Ruxandra Dragomirová, rumunská tenistka
- 1973 – Levi Leipheimer, americký cyklista
- 1982
  - Fairuz Fauzy, malajsijský automobilový závodník
  - Víctor Moya, kubánský atlet-výškař
- 1984 – Christian Reif, německý atlet, skokan do dálky
- 1985 – Wayne Rooney, anglický fotbalista
- 1986 – Anna Lapuščenkovová, ruská tenistka
- 1989
  - PewDiePie, švédský youtuber
  - Maren Hammerschmidtová, německá biatlonistka
  - Eliza Taylor, australská herečka
- 1990
  - İlkay Gündoğan, německý fotbalista
  - Federica Sanfilippová, italská biatlonistka
- 1995 – Júdži Fudžiwaki, japonský sportovní lezec
- 1996
  - Océane Dodinová, francouzská tenistka
  - Zoe Hivesová, australská tenistka

## Úmrtí

### Česko

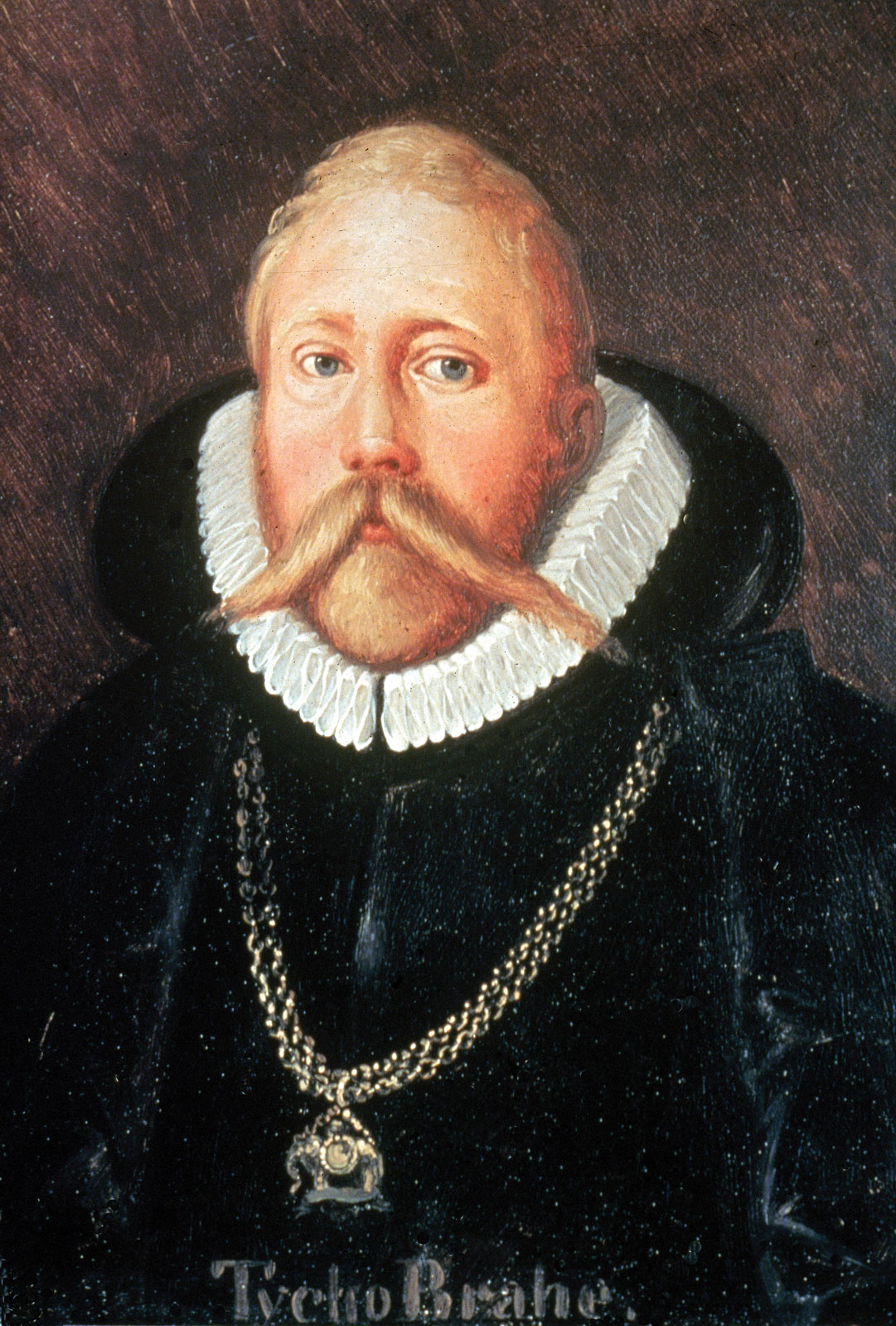
Tycho Brahe († 1601)

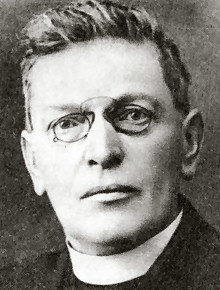
Jindřich Šimon Baar († 1925)

- 1601 – Tycho Brahe, dánský astronom (* 14. prosince 1546)
- 1628 – Hynek Jindřich Novohradský z Kolovrat, moravský katolický kněz a biskup (* ?)
- 1799 – Karl Ditters von Dittersdorf, rakouský skladatel (* 2. listopadu 1739)
- 1841 – František Antonín Gindl, rakouský a moravský církevní hodnostář, brněnský biskup (* 15. září 1786)
- 1861 – Václav Krolmus, spisovatel a archeolog (* 3. října 1790)
- 1877 – Antonín Alois Weber, 16. biskup litoměřický († 12. září 1948)
- 1882 – Karl Egon Ebert, pražský německý básník, spisovatel a novinář (* 5. června 1801)
- 1883 – František Josef Görner, arciděkan v Horní Polici (* 1. ledna 1809)
- 1892
  - Eduard Veselý, sochař, řezbář, restaurátor a pedagog (* 2. února 1817)
  - Antonín Gindely, historik německého původu (* 3. září 1829)
  - Zdeněk Kolovrat-Krakovský, šlechtic a dramatik (* 6. února 1836)
- 1911 – Václav Emanuel Mourek, germanista (* 20. srpna 1846)
- 1918 – Karel Bastl, hudební skladatel (* 13. března 1873)
- 1919 – Karel Mattuš, politik (* 21. května 1836)
- 1925 – Jindřich Šimon Baar, spisovatel (* 7. února 1869)
- 1942 nacisty popravení odbojáři:
  - Břetislav Bauman (* 3. prosince 1905)
  - Jan Bejbl  (* 26. září 1893)
  - Vladimír Bergauer (* 18. září 1898)
  - Adolf Bradáč (* 15. června 1901)
  - Marie Bradáčová (* 24. května 1905)
  - Marie Brunclíková (* 24. července 1898)
- 1956 – Karel Divíšek, atlet, potápěč, jeskyňář (* 6. srpna 1902)
- 1962 – Vladimír Borský, herec, režisér a scenárista (* 2. března 1904)
- 1963 – Josef Štětka, komunistický politik (* 13. ledna 1885)
- 1965 – Bohumil Bareš, architekt (* 2. srpna 1906)
- 1969 – Jan Plichta, violista, dirigent, hudební pedagog a trampský písničkář (* 1. prosince 1898)
- 1976 – Josef Ander, olomoucký prvorepublikový podnikatel (* 5. listopadu 1888)
- 1983 – Miroslav Homola, herec a operetní zpěvák (* 25. listopadu 1909)
- 1988 – Jaroslav Malina, swingový skladatel a kapelník (* 7. února 1869)
- 1989 – Václav Cukr, stíhací pilot (* 15. října 1913)
- 1999 – Jožka Karen, dirigent (* 4. května 1924)
- 2001 – Jaromil Jireš, filmový scenárista a režisér (* 10. prosince 1935)
- 2006
  - Emanuel Vlček, antropolog a lékař (* 1. března 1925)
  - Josef Machek, statistik (* 12. června 1929)
- 2007 – Petr Eben, hudební skladatel (* 22. ledna 1929)
- 2010 – Vlastimil Letošník, hydrolog, hydrogeolog a speleolog (* 15. července 1922)
- 2011 – Oleg Reif, herec (* 20. září 1928)
- 2019 – Karel Malich, český sochař a malíř (* 18. října 1924)
- 2022 – Libor Pešek, český dirigent (* 22. června 1933)

### Svět

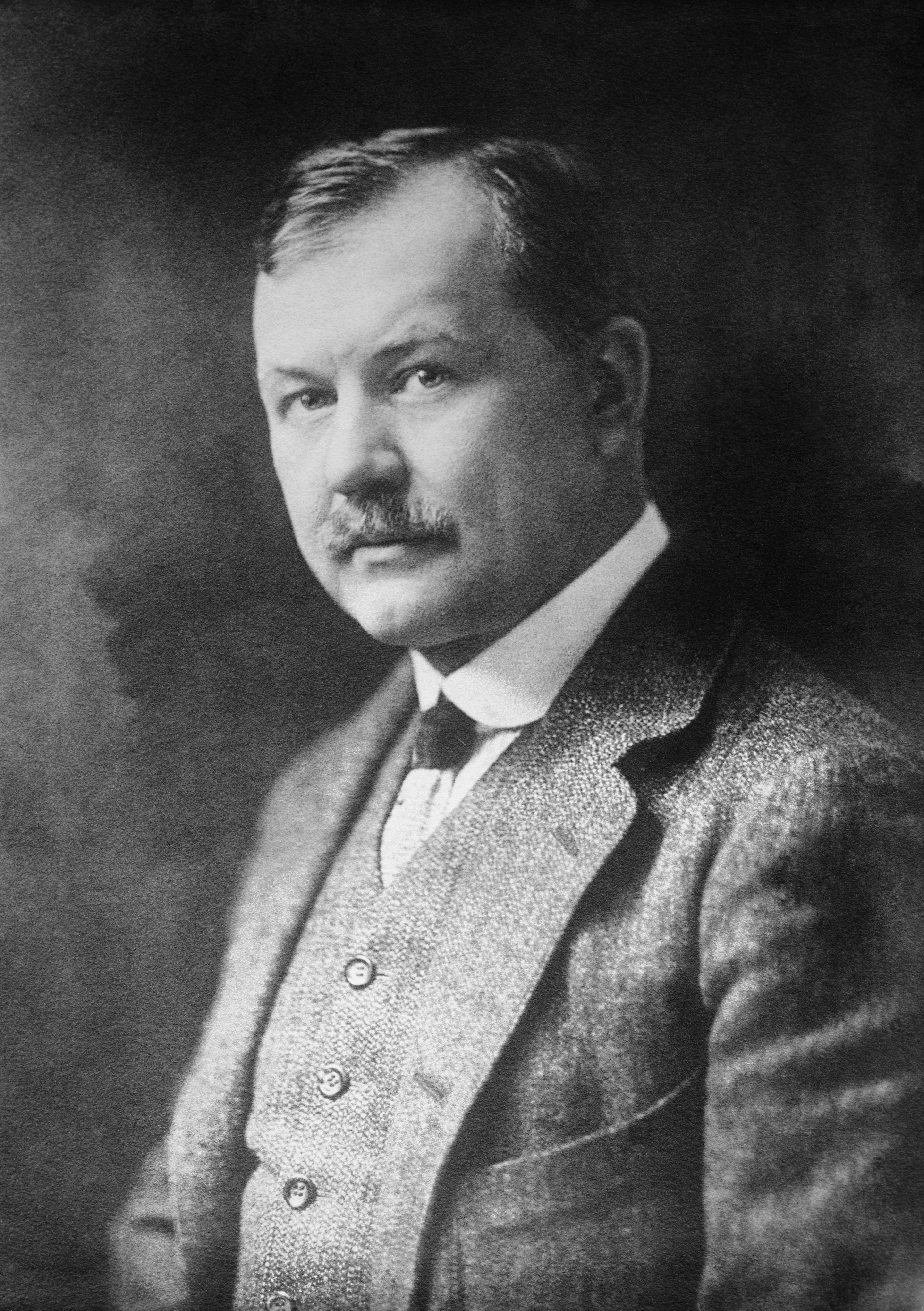
Franz Lehár († 1948)

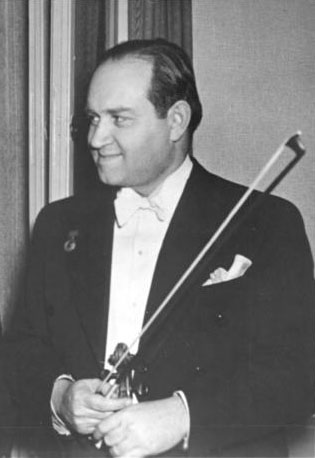
David Oistrach († 1974)

- 0996 – Hugo Kapet, francký král (* 938)
- 1129 – Leopold I. Štýrský, štýrský markrabě (* ?)
- 1271 – Alžběta Uherská, bavorská vévodkyně (* 1236)
- 1279 – Walram IV. Limburský, limburský vévoda (* 1220)
- 1375 – Valdemar IV. Dánský, dánský král (* asi 1320)
- 1535 – František II. Maria Sforza, milánský vévoda (* 4. února 1495)
- 1537 – Jana Seymourová, třetí žena anglického Jindřicha VIII. Tudora (* asi 1507 nebo 1508)
- 1579 – Albrecht V. Bavorský, vévoda bavorský (* 29. února 1528)
- 1601 – Tycho Brahe, dánský astronom, astrolog a alchymista (* 14. prosince 1546)
- 1618 – Alžběta Brunšvicko-Wolfenbüttelská, německá šlechtična (* 23. února 1567)
- 1624 – Abraham Scultetus, německý reformovaný teolog (* 24. srpna 1566)
- 1635 – Wilhelm Schickard, německý konstruktér prvního mechanického kalkulátoru (* 22. dubna 1592)
- 1649 – Giovanni Antonio Rigatti, italský hudební skladatel (* 1615)
- 1655 – Pierre Gassendi, francouzský filosof, astronom a matematik (* 22. ledna 1655)
- 1660 – William Seymour, 2. vévoda ze Somersetu, britský šlechtic a politik (* 1588)
- 1687 – Marie Eufrozýna Falcká, falckraběnka a švédská princezna (* 14. února 1625)
- 1718 – Thomas Parnell, anglický básník (* 11. září 1679)
- 1725 – Alessandro Scarlatti, italský barokní skladatel (* 2. května 1660)
- 1733 – Henrietta Godolphin, 2. vévodkyně z Marlborough, anglická šlechtična (* 19. července 1681)
- 1760 – Giuseppe Maria Orlandini, italský hudební skladatel (* 4. dubna 1676)
- 1768 – Antoine Gautier de Montdorge, francouzský dramatik a libretista (* 17. ledna 1707)
- 1787 – Charles Manners, 4. vévoda z Rutlandu, britský státník a irský šlechtic (* 15. března 1754)
- 1799 – Karl Ditters von Dittersdorf, rakouský hudební skladatel (* 2. listopadu 1739)
- 1821 – Elias Boudinot, americký právník a politik (* 2. května 1740)
- 1829 – Luisa Hesensko-Darmstadtská, první hesenská velkovévodkyně (* 15. února 1761)
- 1841 – František Antonín Gindl, rakouský duchovní, brněnský biskup (* 15. září 1786)
- 1842 – Bernardo O'Higgins, chilský bojovník za nezávislost (* 20. srpna 1778)
- 1852 – Daniel Webster, americký politik (* 18. ledna 1782)
- 1870 – Antonín Maria Claret, španělský arcibiskup v Santiagu de Cuba, katolický světec (* 23. prosince 1807)
- 1875 – Jacques Paul Migne, francouzský patrolog a církevní vydavatel (* 25. října 1875)
- 1885 – Leopold Friedrich von Hofmann, ministr financí Rakouska-Uherska (* 4. května 1822)
- 1898 – Pierre Puvis de Chavannes, francouzský malíř (* 14. prosince 1824)
- 1904 – Apolinary Jaworski, předlitavský politik (* 1825)
- 1914 – Aristides Baltazzi, rakousko-uherský dostihový jezdec (* 13. ledna 1853)
- 1915 – Desiré Charnay, francouzský cestovatel, archeolog a fotograf (* 2. května 1828)
- 1917
  - Oscar Stjerne, švédský spisovatel (* 17. února 1873)
  - William James Herschel, britský průkopník daktyloskopie (* 9. ledna 1833)
- 1920 – Marie Alexandrovna Romanovová, ruská velkokněžna (* 17. října 1853)
- 1930 – Paul Émile Appell, francouzský matematik (* 27. září 1855)
- 1932 – Fran Milčinski, slovinský právník, vypravěč a dramatik (* 3. prosince 1867)
- 1938 – Ernst Barlach, německý sochař, grafik a spisovatel (* 2. ledna 1870)
- 1942
  - Anna Letenská, česká divadelní a filmová herečka (* 29. srpna 1904)
  - Georg Stumme, německý generál Wehrmachtu (* 29. července 1886)
  - Anna Malinová, přítelkyně Jozefa Gabčíka (* 20. května 1914)
  - Jindřiška Nováková, protinacistická odbojářka (* 6. května 1928)
  - Jaroslav Valenta – sekretář Akademické YMCA, za protektorátu významná postava protiněmeckého odboje. (* 8. února 1911)
- 1944
  - Werner Seelenbinder, německý zápasník a účastník protinacistického odboje (* 2. srpna 1904)
  - Louis Renault, francouzský výrobce automobilů (* 15. února 1877)
- 1945 – Vidkun Quisling, norský fašistický politik (* 18. července 1887)
- 1946 – Kurt Daluege, SS-Oberstgruppenführer a šéf pořádkové policie (*
- 1948 – Franz Lehár, rakouský skladatel (* 30. dubna 1870)
- 1955 – Alfred Reginald Radcliffe-Brown, anglický sociální antropolog (* 17. ledna 1881)
- 1957 – Christian Dior, francouzský módní návrhář (* 21. ledna 1905)
- 1958 – George Edward Moore, anglický filosof (* 4. listopadu 1873)
- 1960 – Mitrofan Ivanovič Nedělin, sovětský maršál (* 9. listopadu 1902)
- 1961 – Milan Stojadinović, jugoslávský politik (* 4. srpna 1888)
- 1963 – Karl Bühler, německý psycholog (* 27. května 1879)
- 1970 – Richard Hofstadter, americký historik (* 6. srpna 1916)
- 1974 – David Oistrach, ruský houslista židovského původu (* 30. září 1908)
- 1976 – Georgij Aleksandrovič Ostrogorskij, jugoslávský historik (* 19. ledna 1902)
- 1981 – Edit Headová, americká kostýmní návrhářka (* 28. října 1897)
- 1982 – Ján Marták, slovenský literární historik, kritik, publicista a politik (* 10. srpna 1903)
- 1988 – Henry Armstrong, americký boxer (* 12. prosince 1912)
- 1989
  - Jerzy Kukuczka, polský horolezec (* 24. března 1948)
  - Sahib Shihab, americký saxofonista (* 23. června 1925)
  - Vasilijus Matuševas, litevský volejbalista (* 18. října 1945)
- 1991 – Gene Roddenberry, americký scenárista, tvůrce TV seriálu Star Trek (* 19. srpna 1921)
- 1992 – Peter Cón, slovenský hudební skladatel (* 3. července 1949)
- 1994 – Erich Wustmann, německý spisovatel a etnograf (* 9. listopadu 1907)
- 1996
  - Gladwyn Jebb, britský politik, generální tajemník OSN (* 25. dubna 1900)
  - Artur Axmann, nacista a říšský mládežnický vůdce NSDAP (* 18. února 1913)
- 1998
  - Giuseppe Dordoni, italský olympijský vítěz v chůzi na 50 km (* 28. června 1926)
  - Ján Čech, slovenský a československý politik (* 5. června 1915)
- 2001 – Wolf Rüdiger Hess, německý architekt, syn Rudolfa Hesse (* 18. listopadu 1937)
- 2002
  - Vladimír Ferko, slovenský spisovatel (* 10. srpna 1925)
  - Hernán Gaviria, kolumbijský fotbalista (* 27. listopadu 1969)
- 2003 – Veikko Hakulinen, finský běžec na lyžích, trojnásobný olympijský vítěz (* 4. ledna 1925)
- 2004 – James Aloysius Hickey, arcibiskup Washingtonu, kardinál (* 11. října 1920)
- 2005 – Rosa Parksová, bojovnice za lidská práva (* 4. února 1913)
- 2008
  - Helmut Zilk, vídeňský starosta (* 9. června 1927)
  - Merl Saunders, americký hudebník (* 14. února 1934)
- 2011 – Morio Kita, japonský lékař a spisovatel (* 1. května 1927)
- 2012
  - Margaret Osborneová duPontová, americká tenistka (* 4. března 1918)
  - Bill Dees, americký hudebník (* 24. ledna 1939)
  - Jeff Blatnick, americký zápasník, olympijský vítěz (* 26. července 1957)
- 2013 – Manolo Escobar, španělský zpěvák (* 29. srpna 1931)
- 2014 – Mbulaeni Mulaudzi, jihoafrický atlet (* 8. září 1980)
- 2015 – Ján Chryzostom Korec, slovenský římskokatolický kardinál  (* 22. ledna 1924)
- 2016 – Benjamin Creme, britský esoterik, spisovatel, umělec (* 5. prosince 1922)
- 2017 – Fats Domino, americký R&B, rokenrolový pianista a zpěvák (* 26. února 1928)
- 2022 – Tomasz Wójtowicz, polský volejbalista (* 22. září 1953)

## Svátky
| 24. říjen v pražském KlementinuÚdaje jsou platné k 8. 7. 2025. | 24. říjen v pražském KlementinuÚdaje jsou platné k 8. 7. 2025. | 24. říjen v pražském KlementinuÚdaje jsou platné k 8. 7. 2025. |
| minimum                                                        | denní průměr                                                   | maximum                                                        |
| -------------------------------------------------------------- | -------------------------------------------------------------- | -------------------------------------------------------------- |
| −3,8 °C (1866)                                                 | 9,0 °C (od 1961)                                               | 21,6 °C (2004)                                                 |

### Česko
- Nina
- Gilbert, Gilberta
- Harald, Harold
- Rafaela

### Svět
- Zambie: Den nezávislosti
- Den OSN
- Světový den pro rozvoj informací
- Světový den obrny
- Egypt: Suezský den

### Katolický kalendář
- Svatý Antonín Maria Klaret